# Loro muerto

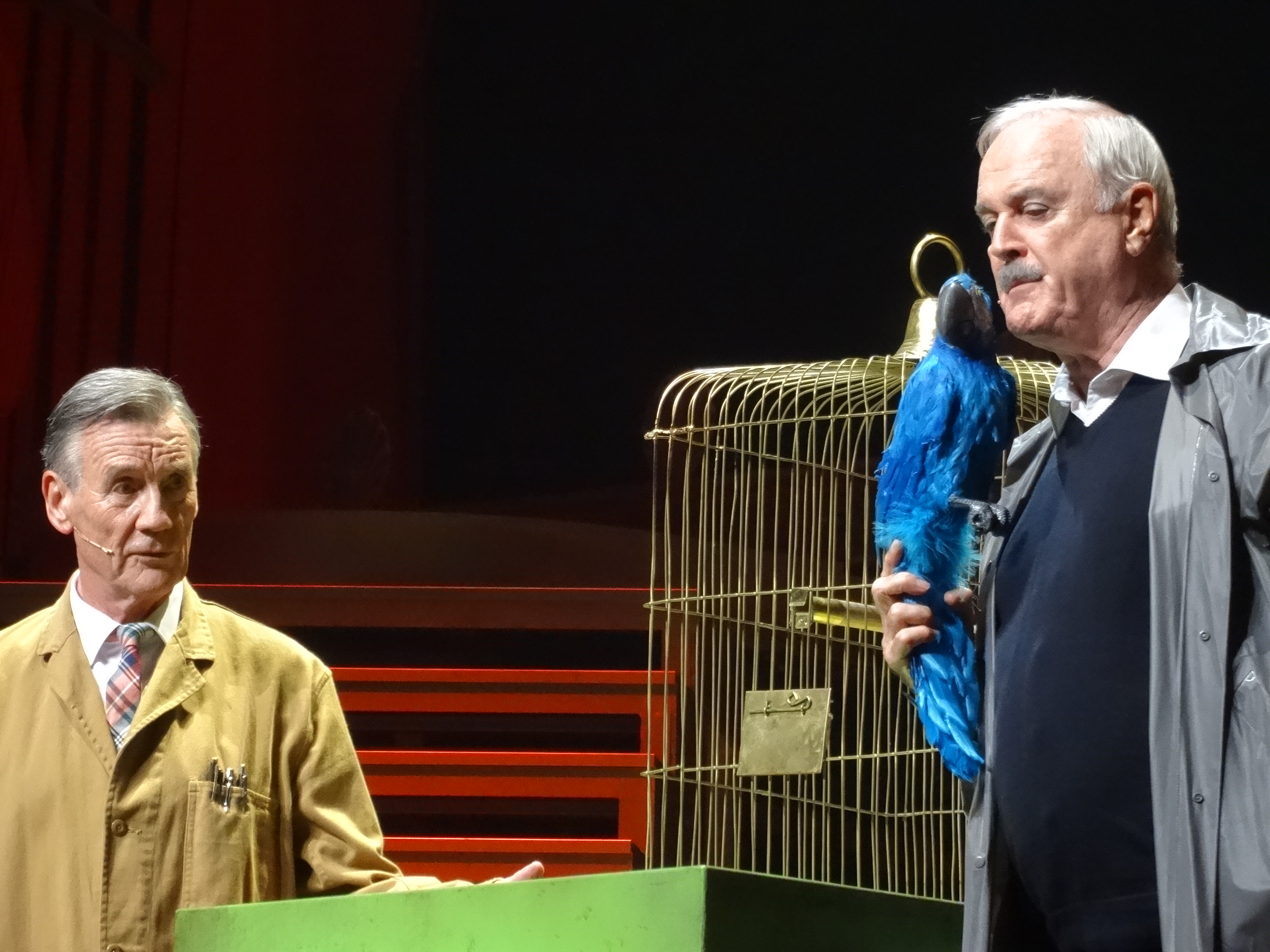
Michael Palin y John Cleese representando el gag en Monty Python Live (Mostly).

El sketch del loro muerto es una famosa escena de Monty Python's Flying Circus, también conocido como el sketch de la tienda de animales; uno de los más famosos de la historia en la televisión británica. El guion fue escrito por John Cleese y Graham Chapman.
La escena se desarrolla en una tienda de animales. Un cliente insatisfecho (John Cleese) entra siendo atendido por el tendero (Michael Palin), el cual le lleva la contraria al cliente sobre el estado vital del loro noruego azul. En la secuencia se hacen varios chistes sobre los eufemismos relativos a la muerte, muy propios de la cultura popular británica.
El sketch del loro estuvo inspirado en la escena del "Vendedor de coches", realizada por Palin y Chapman en How to Irritate People. En ella, Palin interpreta a un vendedor que se niega a admitir, permanentemente, que algo malo pasa con el coche de su cliente. Aquel sketch fue basado en un incidente vivido por el mismo Palin con un vendedor de coches.
Durante años, Cleese y Palin han hecho varias versiones del "Loro muerto" para varias series de televisión, álbumes y actuaciones en directo.

## Resumen
El cliente, Sr. Praline, entra en la tienda de animales para presentar una queja sobre su loro (que está muerto) en el preciso momento en el que el dependiente se dispone a cerrar el local para ir a comer. A pesar de las insistencias del cliente sobre el estado del ave, el tendero habla con rodeos poniendo excusas como la "nostalgia" por los fiordos o bien, por aturdimiento. Exasperado, pretende "despertarle", momento que aprovecha el otro para moverla para dar la sensación de que está recobrando la conciencia negándose a admitir que el animal ya estaba muerto antes de la venta.
Tras varios términos para referirse a la muerte por parte del cliente, el tendero decide deshacerse de él enviándole a Bolton donde según él, su hermano dirige otra tienda de mascotas. Tras coger el tren es atendido por el mismo tendero (con bigote postizo) el cual le vuelve a engañar al decirle que en realidad se encuentra en Ipswich tras un error de trayecto con el ferrocarril. 
Praline se dirige a la estación para presentar una queja, pero el funcionario de la oficina de reclamos le indica que realmente se encuentra en Bolton y no en Ipswich. Ante esta situación, Praline regresa a la tienda para pedir una explicación sobre la mentira de la que acaba de percatarse.